# رباط جز
رباط جز، روستایی است از توابع بخش مرکزی شهرستان خوشاب استان خراسان رضوی ایران.
روستای رباط جز دارای زمین‌های حاصلخیز و وسیع کشاورزی است که محصولاتی چون پسته، پنبه، گندم، جو، چغندر قند، زیره و … دارد.
در این روستا کشت پسته از اهمیت زیادی برخوردار می‌باشد بطوری که اکثراً کشاورزان از کشت دیگر محصولات دست کشیدند و به کشته پسته روی آوردند در این روستا نزدیک به ۵هزار هکتار زمین پسته در حال حاضر وجود دارد و هر سال به صورت قابل توجهی در حال رشد می‌باشد.

## جمعیت و نژاد
این روستا در دهستان رباط جز قرار داشته و بر اساس سرشماری سال ۱۳۸۵ جمعیت آن ۲٬۹۵۱ نفر (۸۲۱ خانوار)
بوده‌است.
ولی در سال ۱۳۹۷ به‌طور تخمینی می‌شود گفت دست کم ۳ هزار خانوار جمعیت دارد.
بیشتر اهالی این روستا از ترک‌های خراسان هستند و جزوی از طایفه قرائی‌ها هستند .
بیشترین فامیلی در روستا فامیلی رباط جزی است و فامیلی های دیگری همچون:(فلاحی،سبزعلی،سبزوی،قرائی و...) در این روستا یافت می‌شود.

## محصولات کشاورزی
محصولات کشاورزی این روستا پسته گندم زیره خربزه هندوانه تخمه آفتاب‌گردان ذرت می‌باشد.

## پرورش دام
و در حال حاضر مردم به   پرورش دام‌هایی نظیر گوسفند و گاو و مرغ خانگی در روستا  مشغول هستند، کما اینکه در   سال ۹۷ به علت کمبود آب و مشکلات مالی وخیم پرورش دام در این روستا به شدت پایین آمده بود .

## آفت خوردن محصولات
در سال ۹۶–۹۷ به اکثر باغات روستا آفت‌ها حمله کردند و میزان محصولات کشاورزی به شدت کاهش یافت.